# Leptotrichus leptotrichoides
Leptotrichus leptotrichoides är en kräftdjursart som först beskrevs av Arcangeli 1942.  Leptotrichus leptotrichoides ingår i släktet Leptotrichus och familjen Porcellionidae. Inga underarter finns listade i Catalogue of Life.